# 슈퍼 비디오 CD

슈퍼 비디오 CD(Super Video CD, SVCD)는 표준 콤팩트 디스크에 비디오를 저장하는 데에 쓰이는 포맷이다. SVCD는 비디오 CD의 뒤를 이으며 DVD 비디오의 대안이다. 지금은 그 둘 사이에서 기술, 화질에 밀려나고 있다.

## 기술 규격

### 비디오
- 코덱: MPEG-2
- 해상도:
  - NTSC: 480x480
  - PAL/SECAM: 480x576
- 화면 가로세로비: 4:3
- 프레임 속도:
  - NTSC: 초당 29.97 또는 23.976 프레임
  - PAL/SECAM: 초당 25 프레임
- 비트 속도: 초당 최대 2.6 메가비트 (2,600 킬로비트)
  - 속도 제어: 일정 또는 가변 비트 속도

### 오디오
- 코덱: MPEG-1 오디오 레이어 II
- 주파수: 44,100 Hz (44.1 kHz)
- 출력: 모노, 듀얼 채널, 또는 스테레오
- 비트 속도: 초당 32~284 킬로비트 (32, 48, 56, 64, 80, 96, 112, 128, 160, 192, 224, 256, 320, 384)
  - 속도 제어: 일정 비트 속도

## 같이 보기
- DVD
- 비디오 CD
- 미니DVD - CD 위의 DVD 비디오
- EVD
- MVCD